# Hervé Faye
Hervé Auguste Étienne Albans Faye, född 3 oktober 1814 i Saint-Benoît-du-Sault (departementet Indre), död 4 juli 1902 i Paris, var en fransk astronom. 
Som astronom vid observatoriet i Paris (sedan 1843) upptäckte han 22 november 1843 en ny periodisk komet, Fayes komet, vars banelement han beräknade och som blivit uppkallad efter honom. Samma år tilldelades han Lalandepriset, 1847 blev han ledamot av Institutet, 1848 lärare i geodesi vid École polytechnique, 1854 professor i astronomi och rektor vid universitetet i Nancy och 187–1893 var han professor i astronomi och geodesi vid École polytechnique. Den 23 november–14 december 1877 var han undervisningsminister i den franska regeringen och 1878–1888 generalinspektör för den högre undervisningen. År 1891 blev han president i den internationella gradmätningskommissionen. 
Fayes vetenskapliga arbeten utgörs dels av astronomiska observationer av olika slag, där han bland annat tillämpade spektralanalys, fotografi och termodynamik på astronomiska problem, dels av teoretiska undersökningar inom astrofysik, kosmogoni, meteorologi med mera. Särskilt bekanta är hans arbeten om solens fysiska beskaffenhet och solfläckarnas natur samt om planetsystemets uppkomst.